# Джейсон Віттен
Крістофер Джейсон Віттен (англ. Christopher Jason Witten, нар 6 травня 1982) — колишній гравець в американський футбол та нинішній аналітик програми «Футбольна ніч Понеділка» на каналі ESPN. Відіграв 15 сезонів за «Даллас Ковбойс» з Національної футбольної ліги (НФЛ). На рівні коледжів виступав за футбольну команду Університу Теннесі, «Теннесі Волунтерс», допоки «Ковбої» не обрали його для участі у третьому раунді Драфту НФЛ 2003 року. Віттен займає друге місце в історії НФЛ за кількістю прийомів та прийнятих ярдів на позиції тайт-енд, поступаючись за цими показниками лише Тоні Гонсалесу.

## Ранні роки
Віттен наймолодший зі своїх братів, Раяна та Шона, виріс у Вашингтоні, але навчався в Елізабетонській середній школі, яка знаходиться в однойменному місті, штат Теннессі. Коли Джейсону виповнилося 6 років його батько почав ображати свою дружину, Кім, та двох старших братів майбутнього футболіста. Коли Віттену виповнилося 11 років він переїхав до Елізабетона, де проживав зі своїми дідусем та бабусею. Його дідусь був тренером футбольної команди, де ставив свого онука на двох позиціях, лайнбекера та тайт-енд.
Протягом перших трьох років своєї кар'єри Джейсон виступав на обох вище вказаних позиціях, завдяки чому тричі допомагав своїй команді потрапити до півфіналу чемпіонату штату. Будучи основним лайнбекером він завершив сезон зі 163-ма набраними очками (його ж рекорд у шкільних змаганнях був 450), двома перехопленнями, двома заблокованими ударами й т. ін. Того року він отримав декілька нагород: всеамериканський, на рівні штату (як молодший гравець), Найкращий теперішній гравець року в США від Теннессі, Найкращий гравець року в Східному Теннесі, Найкращий захисник року в своєму штаті та другий найкращий гравець за версіє нагороди Головний Футбол. Також грав у баскетбол, де він в середньому набирав 15 балів і 12 підбирань за гру.

## Кар'єра в коледжі
Віттен отримав стипендію в Університеті Теннессі, після чого пообіцяв головному тренеру університетської команди Філіп Фалмеру, що буде виступвати в ній на позиції дефенсів-енд. Розпочав свої виступи за університетську команду вже в перший рік навчання, у команді був другим гравцем на позиції дифенсів-енд.
Після травми та загалом жорсткої гри у виконанні Дейсона, його по ходу сезону перевели на протилежний фланг півзахисту. Хоча Віттен не погоджувався зі зміною позицію та навіть розглядав питання про трансфер, він зрештою освоївся на новому для себе місці та використовувався переважно як блокувальник, допоки не навчився впевненіше діяти на новій позиції. Також виходив у стартовому складі у своїх 2 перших матчах. Будучи пешокурсником, Віттен здійснив 1 підбирання та пропіг 11 ярдів у переможному (70:3) поєдинку проти команди «Луїзіани-Монро».
Будучи другокурсником зіграв у стартовому складі три матчі, в яких здійснив 28 прийомів та пробіг 293 ярди, а також здійснив два тачдауни. Здійснив свій перший командний тачдаун у переможному (35:24) поєдинку проти Алабами. Будучи юнаком, він мав рік справжнього прориву, встановивши шкільні рекорди на позиції тайт-енд за кількістю прийомів (39) та прийомних ярдів (493) при п'яти тачдаунів, в тому числі одне з прийомів, який став найпам'ятнішим в історії шкільної освіти, тачдаун в шостому овертаймі в переможному поєдинку проти університетської команди Арканзасу. Він отримав виклик Команди зірок Південно-Східної конференції (SEC) та Університетської команди зірок Південно-Східної конференції після того, як став лідером у своїй конференції за кількістю прийомів та прийомних ярдів.
Навіть незважаючи на те, що він вирішив піти до Драфту НФЛ, після свого юнацького сезону і зіграв на своїй позиції лише у 20 матчах, Джейсон утримує за собою третє місце серед найкращих університетських гравців на позиції тайт-енд з 68 прийомами, та четверте місце в аналогічному рейтингу за приймальними ярдами (797)..

## Професіональна кар'єра

### Сезон 2003
Віттен був обраний «Даллас Ковбойс» для участі в третьому раунді Драфту НФЛ під 69-м загальним номером. Незважаючи на те, що Ковбої мали перший раунд класу, коли їх черга дійшла до першого та другого раундів, вони вибирали корнербеків Теренса Ньюмана та Ала Джонсона на основі потреб команди. Не задіяний у драфті вільний агент Тоні Ромо був ще одним новобранцем, який також прибув до Далласа у 2003 році і продовжував бути партнером Віттена протягом всієї своєї кар'єри, а також його сусідом по кімнаті під час майбутніх тренувальних зборів та виїздів.
Виступи в чемпіонаті 20-річний новачок розпочав не як основний гравець, Віттен зіграв лише сім із п'ятнадцяти ігор, в яких він виходив на поле. Дебютував у НФЛ 7 вересня в програному (13:27) поєдинку проти «Атланта Фалконс», зе зробив одне перехоплення на 13 ярдах. Загалом, він здійсних 35 прийомів та пробіг 347 прийомних ярдів, а також зробив один тачдаун. Він зламав щелепу в поєдинку проти «Аризона Кардиналз» після того, як його побили Рональд Маккінон та Рей Томпсон, через що йому знадобилося хірургічне втручання, щоб вставити три пластини, які мали допомогти Віттену одужати. Він пропустив лише одну гру (єдина гра, яку він пропустив під час кар'єри в НФЛ), і продовжував грати незважаючи на травму. Після цього головний тренер Біл Парселлс похвалив Віттену за його жорсткість. Джастін потрапив до Збірної усіх зірок НФЛ 2003 серед новачків.

### Сезон 2004
У 2004 році Віттен здійснив справжній прорив, ставши одним провідних НФК з 87 перехопленнями, цей результат також став 11-м самим в історії НФЛ на позиції тайт-енд, а також рекордсменом Ковбоїв на цій позиції. 15 листопада у поєдинку проти «Філадельфія Іглз» здійснив дев'ять прийомів при 133 ярдах, а також два тачдауни. Він був нагороджений першим для себе Pro Bowl, ставши частиною найвидатніших тайт-ендів, серед яких Джим Доран, Лі Фолкінс, Петтіс Норман, Майк Дітка, Біллі Джо Дюпрі, Френклін Кларк, Даг Козбі та Джей Новачек.

### Сезон 2005
Віттен закінчив сезон у НФЛ шостим на позиції тайт-енд з 66 прийомів і став першим тайт-ендом Ковбоїв, який набрав щонайменше 65 прийомів протягом одного сезону. У сезоні 2005 року пробіг 757 прийомних ярдів та здійснив 6 тачдаунів. В результаті успішного для себе сезону отримав вдруге поспіль Pro Bowl.

### Сезон 2006
За підсумками НФЛ 2006 Джейсон став лише десятим найкращим тайт-ендом в історії НФЛ, який протягом трьох поспіль сезонів набирав щонайменше 60 прийомів. Він здійснив 64 прийоми та пробіг 754 прийомних ярдів (в середньому по 11,8 ярда по кожному), завдяки цьому Віттен отримав свій третій Pro Bowl.
22 липня Джейсон підписав 6-річний контракт, до 2012 року, на суму в 29 мільйонів доларів. Угода включала в себе 12 мільйонів гарантованих виплат, включаючи бонус 6 мільйонів доларів США за підписування та бонус в розмірі 6 мільйонів доларів за другий рік.

### Сезон 2007
Віттен прекрасно провів НФЛ 2007, побивши власний сезонний рекорд «Ковбоїв» з 96 прийомами і став першим гравцем на позиції тайт-енд, який пробіг 1000 прийомних ярдів за сезон. Він став третім тайт-ендом в історії НФЛ з понад 96 перехопленнями. 9 грудня в поєдинку проти «Детройт Лайонс» 15 прийомів Віттена дозволили йому записати своє ім'я в історії НФЛ, потрапивши до Зали слави Келлена Вінслова старшого, за найбільшу кількість прийомів у грі на позиції тайт-енд в історії НФЛ. У 14-ій грі року Віттен став першим тайт-ендом «Далласа», який коли-небудь пробігав понад 1000 прийомних ярдів за сезон. Джейсон також став одним з рекорних 13 гравців «Ковбоїв», номінованих на Pro Bowl. Окрім того, він потрапив до команди всіх зірок 2007 разом з партнерами по команді Террелом Оуенсом та Демаркусом Вейром. 4 листопада у поєдинку 9 туру проти «Філадельфії» він зробив 53-дюймовий прийом після того, як втратив шолом. Був обраний до Головної команди Всіх зірок сезону 2007 року.
Віттен був номінований на приемію Найкращого гравця сезону НФЛ імені Волтера Пейтона 2007, але переможцем у ній став Джейсон Тейлор.

### Сезон 2008
Віттен здійснив свій 400-й прийом у кар'єрі на День Подяки 27 листопада 2008 року, в якому «Ковбої» грали проти «Сіетл Сігокс». 28 грудня у поєдинку проти «Філадельфія Іглз» здійснив 42-ярдну передачу, перший та єдиний пас у професіональній кар'єрі. Здійснив 81 прийом, за цим показником посів 13-е місце в НФЛ 2008, 952 ярди, 4 тачдауни й став основним у Pro Bowl 2008.

### Сезон 2009

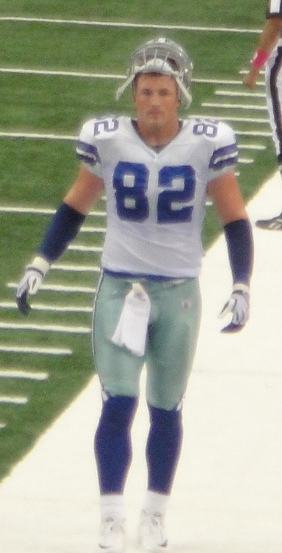
Віттен у 2009 році

У сезоні 2009 року Віттен мав інший сезон Pro Bowl, здійснивши 94 прийоми на 1030 ярдів і два тачдауни. Також отримав нагороду Залізна людина НФЛ.

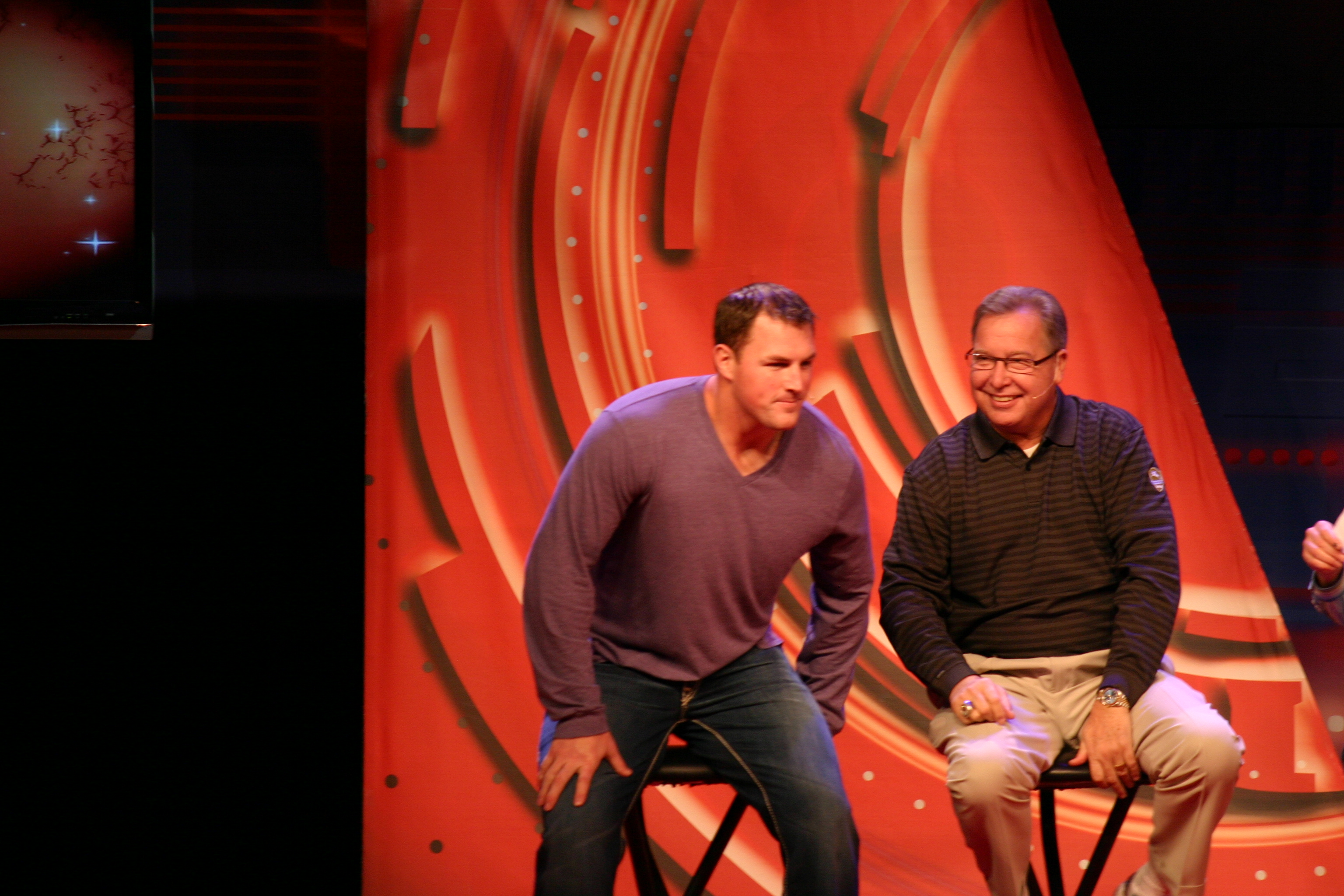
Віттен (ліворуч) під час інтерв'ю на телеканалі ESPN.

### Сезон 2010
Віттен вдарився головою об поле після того, як зробив перехоплення в програному поєдинку 2-о туру проти «Чикаго Берс». Через струс мозку він був змушений пропустити решту гри. До отримання травми встиг зробити 5 прийомів та набрати 51 ярд.
У 15-у турі проти «Вашингтон Редскінз», Джейсон став найшвидшим тайт-ендом, здійснивши 600-й прийом (у 125-и матчах). Окрім цього в домашньому поєдинку він здійснив 10 перехоплень, 140 ярдів та 1 тачдаун. Також отриав сьомий поспіль Pro Bowl, отримавши місце в стартовому складі на позиції тайт-енд у НФК.
По завершенні сезону 2010 року Віттен був названий тайт-ендом року за версією Асоціацією випускників НФЛ.
Загалом, Віттен витягнув 94 прийомів при 1002 ярдах, а також здійснив дев'ять тачдаунів у сезоні 2010 року. Також вдруге в кар'єрі потрапив до Збірної усіх зірок НФЛ. Посів 36-е місце серед гравців Топ-100 НФЛ 2011.

### Сезон 2011
Віттен завершив сезон з 79-а прийомама при 942 прийомних ярдах та 5-а тачдаунами в 16-и матчах. 13 листопада 2011 року Віттен перевершив Оззі Ньюсома на позиції тайт-енд, й за кількістю прийомів (663) посів третє місце в історії НФЛ. Зайняв 75-е місце серед гравців Топ-100 НФЛ 2012.

### Сезон 2012
13 серпня 2012 року Віттен отримав розрив селезінки в передсезонному поєдинку проти «Окленд Рейдерс», пропустив решту передсезонної підготовки, з'явилися чутки, що через серйозність травми він не зможе виходити на поле протягом тривалого часу.
Проте вже 5 вересня Віттен повернувся до команди й зміг зіграти в матчі-відкритті сезону, перехопивши два паси на 10 ярдах у переможному поєдинку проти «Нью-Йорк Джаєнтс». Можливість вийти на поле в цьому поєдинку для Джейсона була під питанням, оскільки він пропустив передсезонну підготовку, але завдяки медичному втручанню він зумів вчасно повернутися.
16 вересня, у поєдинку проти «Сіетл Сігокс», Віттен перехопив 4 паси на 58-и ярдах. Він завершив поєдинок із 702-а перехопленнями у професіональній кар'єрі й став лише другим в історії цього виду спорту, який здійснив понад 700 перехоплень (Майкл Ірвін здійснив 750 перехоплень), а також третім (після Тоні Гонсалеса та Шеннона Шарпа) тайт-ендом в історії НФЛ. Окрім цього, Джейсон став найшвидшим тайт-ендом, який здійсив 700 перехоплень, для чого йому знадобилося лише 145 матчів, при цьому для аналогічної кількості перехоплень Гонсалесу знадобилося 154 матчі, а Шарпу — 178 поєдинків. Віттен також став наймолодшим вайд ресівером / тайт-ендом, який здійснив 700 + перехоплень у віці 30 років та 133 днів. Проте вже в 3-у турі цей рекорд перевершив вайд ресівер «Кардіналс» Ларрі Фіцджеральд, який здійснив 707 перехоплень у віці 29 років та 23 дня.
Його 58 ярдів допомогли набрати в середньому 7,977 прийомних ярди за кар'єру, обійшовши колишнього «ковбоя» Джекі Сміта, який посідав четвертий весь час за перехопленимим ярдами на позиції тайт-енд.
Після 3-о туру Джейсон поступився третім місцем за перехопленимим ярдами на позиції тайт-енд Оззі Ньювсому. У 8-у турі Віттен здійснив рекордні для себе 18 пасів при 167 ярдах. Це також рекорд для приймаючого на позиції тайт-енд; попередній рекорд, 15 прийомів, був встановлений Келленом Вінслоуом старшим у 1984 році.
4 листопада у поєдинку проти «Атланта Фалконс» Віттен встановив рекорд за кількістю прийомів у футболці «Ковбоїв» — 754, перевершивши попередній рекорд Майкла Ірвіна з 750 прийомів.
23 грудня, у матчі проти «Нью-Орлінс Сейнтс», Віттен встановив рекорд сезону в НФЛ зі кількістю прийомів (103) на позиції тайт-енд, перевершивши попереднє досягнення, 102 прийомів, яке встановив Тоні Гонсалесом ще в 2004 році. За підсумками сезону він набрав рекордні 110 прийомів.
26 грудня він був обраний до свого восьмого Pro Bowl. Вдруге в своїй кар'єрі Джейсон був номінований на Людину року імені Волтера Пейтона, але цього разу він став її переможцем та отримав винагороду в розмірі 25 000 доларів, яку витратив на благодійність. У підсумку Віттен завершив сезон зі 110 прийомами при 1039 ярдах, а також здійснив 3 тачдауни. Також отримав 41-е місце в Топ 100 гравців НФЛ 2013 року.

### Сезон 2013
15 вересня Віттен перевершив Шеннона Шарпа й посів друге місце в історії НФЛ за кількістю прийомів на позиції тайт-енд. Завдяки трьом перезопленням у поєдинку проти «Канзас-Сіті Чифс» довели їх загальну кількість до 817. В останньому поєдинку сезону проти «Філадельфія Іглс» він здійснив 12 перехоплень при 135 ярдах. Джейсон завершив сезон з 73-а перехопленнями при 851 ярдах, а також здійснив 8 тачдаунів. Також вдев'яте в кар'єрі отримав виклик до Pro Bowl. Посів 98-е місце в рейтингу Топ 100 гравців НФЛ 2014.

### Сезон 2014

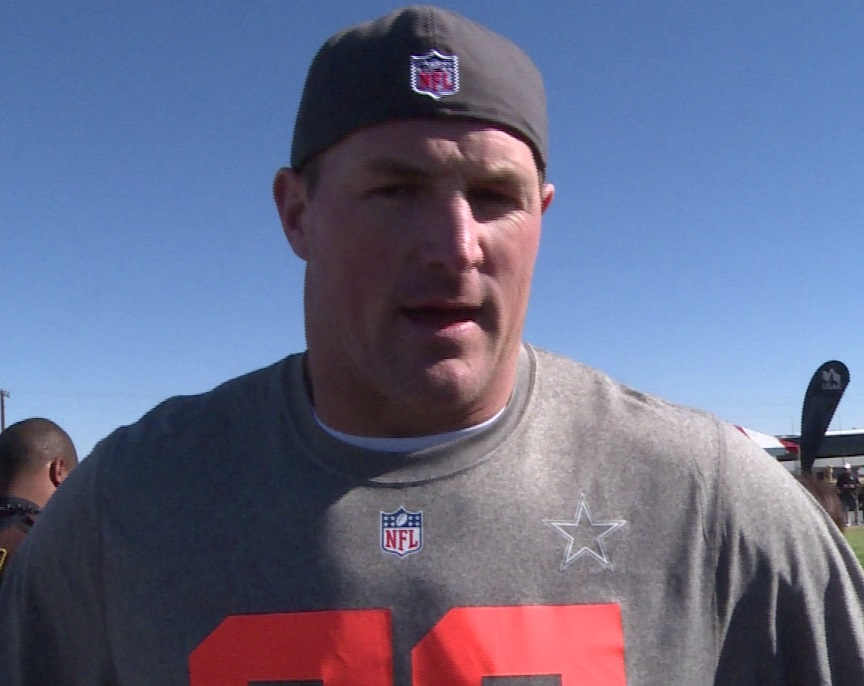
Віттен на Pro Bowl 2015.

5 жовтня в поєдинку 5-о туру проти «Х'юстон Тексанс» Віттен став лише 3-м тайт-ендом, який пробіг 10 000 прийомних ярдів, приєднавшись, таким чином, до Шеннона Шарпа та Тоні Гонсалеса.
Джейсон став лідером за кількістю поспіль проведених сезонів на позиції тайт-енд, після того як 12 жовтня вийшов у стартовому складі в поєдинку проти «Сіетл Сігокс». Того ж сезону він став другим тайт-ендом в історії НФЛ, який здійснив 900 перехоплень.
Віттен мав пробіг 27 ярдів у поєдинку проти «Гігантів», завдяки чому збільшив кількість пробігових ярдів до 10,065, завдяки чому обійшов Шеннона Шарпа (10,060) й вийшов на чисте друге місце за кількістю прийомних ярдів на позиції тайт-енд в історії НФЛ.
21 грудня він розтягнув коліно проти «Індіанаполіс Колтс», але все ще міг зіграти в останньому матчі проти «Вашингтон Редскінз».
У цьому сезоні «Ковбої» збільшили бігову роботу, й, хоча кількість перехоплень у Джейсона скоротилася, його блокування стали суттєвою допомогою для Демарко Маррея стати найкращим у НФЛ за швидкісними показниками. Джейсон завершив сезон з 60 прийомами при 654 ярдах, а також 5 тачдаунів. Також вдесяте в кар'єрі отримав виклик до Pro Bowl (2014). Отримав підсумкове 93-є місце в Топ 100 гравців НФЛ 2015.

### Сезон 2015
20 вересня в першій грі проти «Філадельфії Іглс» він зазнав травму правого коліна та розтягнув дві щиколотки, але пропуств усього півтора матчі.
22 листопада у поєдинку проти «Маямі Долфінс» отримав статус «залізної людини», зігравши свій 196-й поєдинок поспіль і перевершивши Боба Ліллі за цим показником. 27 грудня в матчі проти «Баффало Біллс» встановив рекорд «Ковбоїв», провівши 118-й поєдинок з перехопленням поспіль, випередивши за цим показником Михайла Ірвіна.
7 грудня в рамках Футбольної ночі Понеділка в поєдинку проти «Вашингтон Редскінз» він став 12-м гравцем та другим тайт-ендом в історії НФЛ, який здійснив 1000 прийомів. Єдиним тайт-ендом, який здійснив понад 1 000 прийомів був Тоні Гонсалес.
У сезоні 2015 року його попросили здійснювати більше блокувань, ніж ззазвичай, через те, що команда грала з чотирма різними квотербеками в стартовому складі з різним рівнем навичок гри в захисті. За «Ковбоїв» Джейсон здійснив 77 перехоплень при 713 ярдах, а також зробив три тачдауни.

### Сезон 2016
У поєдинку 8-о туру проти «Філадельфії Іглс» Віттен приніс перемогу своїй команді, здійснивши тачдаун в овертаймі, таким чином Віттен став першим гравцем в історії цього виду спорту, який забивав у всіх 14-и сезонах своєї кар'єри. Завершив сезон випереджаючи показники Майкла Ірвіна за кількістю прийомних ярдів (на 16). Загалом, він закінчив регулярний сезон 2016 року з 69 прийомами при 673 прийомних ярдах, а також х трьома тачдаунами. Віттен здійснив перший в кар'єрі постсезонний тачдаун разом з Даком Пескоттом у програному (31:34) поєдинку Дивізіонального туру проти «Грін-Бей Пекерс».

### Сезон 2017

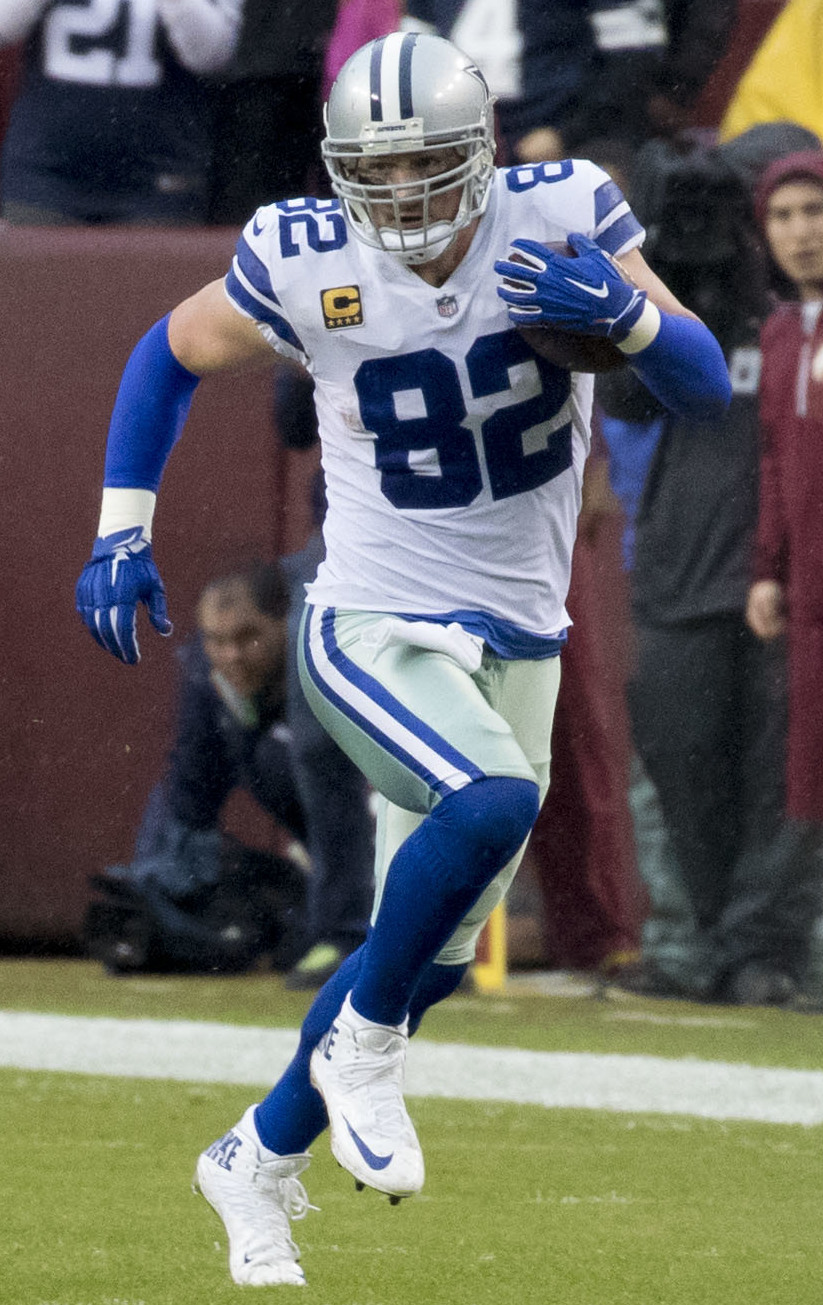
Віттен у 2017 році

28 березня 2017 року Віттен підписав новий чотирирічний контракт з «Ковбоями», який був розрахований до 2021 року.
10 вересня 2017 року, у переможному (19:3) поєдинку проти «Нью-Йорк Джаєнтс» у Футбольній ночі неділі, Віттен здійснив єдиний у футболці «Ковбоїв» тачдаун. Окрім цього, він обійшов Майкла Ірвіна за кількістю прийомних ярдів в історії американського футболу. Також Віттен став третім в історії футболістом НФЛ, який у футболці однієї команди здійснив понад 150 перехоплень, поступаючись за цим показником лише Джеррі Райсу та Ларрі Фіцджеральду. 17 вересня 2017 року у програному (17:42) поєдинку другому туру чемпіонату проти «Денвер Бронкос» Джейсон здійснив виконав перехоплень при 97 ярдах, а також здійснив один тачдаун. Віттен завершив сезон з 63-а прийомами при 560 ярдах та 2-х тачдаунах, завдяки чому отимав виклик на свій 11-й Pro Bowl й за цим показником порівнявся з легендою «Ковбоїв» Бобом Ліллі.

### Завершення кар'єри
26 квітня 2018 року з'явилися інформація про те, що Віттен збирається вийти на пенсію й зайняти посаду провідного аналітика телепередачі ESPN Футбольна ніч понеділка. Через тиждень, 3 травня, Джейсон офіційно оголосив про завершення кар'єри й підтвердив, що у сезоні 2018 року він працюватиме на Футбольній ночі понеділка.

### Статистика кар'єри

#### Регулярний сезон
| Статистика виступів в НФЛ |                  |      |      |           |           |           |           |           |         |         |
| Рік                       | Команда          | Ігор | Ігор | Receiving | Receiving | Receiving | Receiving | Receiving | Fumbles | Fumbles |
| Рік                       | Команда          | GP   | GS   | Rec       | Yards     | Avg       | Long      | TD        | Fum     | Lost    |
| 2003                      | «Даллас Ковбойс» | 15   | 7    | 35        | 347       | 9.9       | 36T       | 1         | 0       | 0       |
| 2004                      | «Даллас Ковбойс» | 16   | 15   | 87        | 980       | 11.3      | 42T       | 6         | 2       | 1       |
| 2005                      | «Даллас Ковбойс» | 16   | 16   | 66        | 757       | 11.5      | 34        | 6         | 0       | 0       |
| 2006                      | «Даллас Ковбойс» | 16   | 15   | 64        | 754       | 11.8      | 42        | 1         | 0       | 0       |
| 2007                      | «Даллас Ковбойс» | 16   | 16   | 96        | 1,145     | 11.9      | 53        | 7         | 1       | 1       |
| 2008                      | «Даллас Ковбойс» | 16   | 16   | 81        | 952       | 11.8      | 42        | 4         | 0       | 0       |
| 2009                      | «Даллас Ковбойс» | 16   | 16   | 94        | 1,030     | 11.0      | 69        | 2         | 0       | 0       |
| 2010                      | «Даллас Ковбойс» | 16   | 16   | 94        | 1,002     | 10.7      | 33        | 9         | 1       | 1       |
| 2011                      | «Даллас Ковбойс» | 16   | 16   | 79        | 942       | 11.9      | 64        | 5         | 1       | 0       |
| 2012                      | «Даллас Ковбойс» | 16   | 16   | 110       | 1,039     | 9.4       | 36        | 3         | 0       | 0       |
| 2013                      | «Даллас Ковбойс» | 16   | 16   | 73        | 851       | 11.7      | 34        | 8         | 0       | 0       |
| 2014                      | «Даллас Ковбойс» | 16   | 16   | 64        | 703       | 11.0      | 34        | 5         | 0       | 0       |
| 2015                      | «Даллас Ковбойс» | 16   | 16   | 77        | 713       | 9.3       | 35        | 3         | 1       | 1       |
| 2016                      | «Даллас Ковбойс» | 16   | 16   | 69        | 673       | 9.8       | 35        | 3         | 1       | 1       |
| 2017                      | «Даллас Ковбойс» | 16   | 16   | 63        | 560       | 8.9       | 28T       | 5         | 1       | 1       |
| Кар'єра                   | Кар'єра          | 239  | 229  | 1,152     | 12,488    | 10.8      | 69        | 68        | 8       | 6       |

#### Постсезон
| Статистика виступів в НФЛ |                  |      |      |           |           |           |           |           |         |         |
| Рік                       | Команда          | Ігор | Ігор | Receiving | Receiving | Receiving | Receiving | Receiving | Fumbles | Fumbles |
| Рік                       | Команда          | GP   | GS   | Rec       | Yards     | Avg       | Long      | TD        | Fum     | Lost    |
| 2003                      | «Даллас Ковбойс» | 1    | 1    | 4         | 30        | 7.5       | 12        | 0         | 0       | 0       |
| 2006                      | «Даллас Ковбойс» | 1    | 1    | 3         | 57        | 19.0      | 32        | 0         | 1       | 1       |
| 2007                      | «Даллас Ковбойс» | 1    | 1    | 7         | 81        | 11.6      | 20        | 0         | 0       | 0       |
| 2009                      | «Даллас Ковбойс» | 2    | 2    | 14        | 125       | 8.9       | 22        | 0         | 0       | 0       |
| 2014                      | «Даллас Ковбойс» | 2    | 2    | 11        | 134       | 12.2      | 21        | 0         | 0       | 0       |
| 2016                      | «Даллас Ковбойс» | 1    | 1    | 6         | 59        | 9.8       | 15        | 1         | 0       | 0       |
| Кар'єра                   | Кар'єра          | 8    | 8    | 45        | 486       | 10.8      | 32        | 1         | 1       | 1       |

## Особисте життя
Віттен проживає в місті Вестлейк, штат Техас, у Далса-Форт-Ворт-Метроплекс, з дружиною Мішель, медсестрою швидкої допомоги в Меморіальній лікарні Паркланда, подружжя виховує чотирьох дітей: Сі Джей, Купера, Лендрі та Гедлі Грейс. Віттен — християнин, він з'являється у відео «I Am Second», де розповідає про свою віру.
Джейсон написав твір для ESPN під назвою «Як Twitter стає отрутою для роздягальні НФЛ», де він деталізує потенційний негативний вплив соціальних засобів масової інформації, особливо на молодих гравців, зі свого особистого досвіду  [Архівовано 12 грудня 2018 у Wayback Machine.].